# Francesc Soler i Rovirosa
Francesc Soler i Rovirosa (Barcelona, 24 de juny de 1836 - 27 de novembre de 1900) fou un pintor i escenògraf català. Se'l considera el màxim representant de l'escenografia realista a Catalunya.

## Biografia

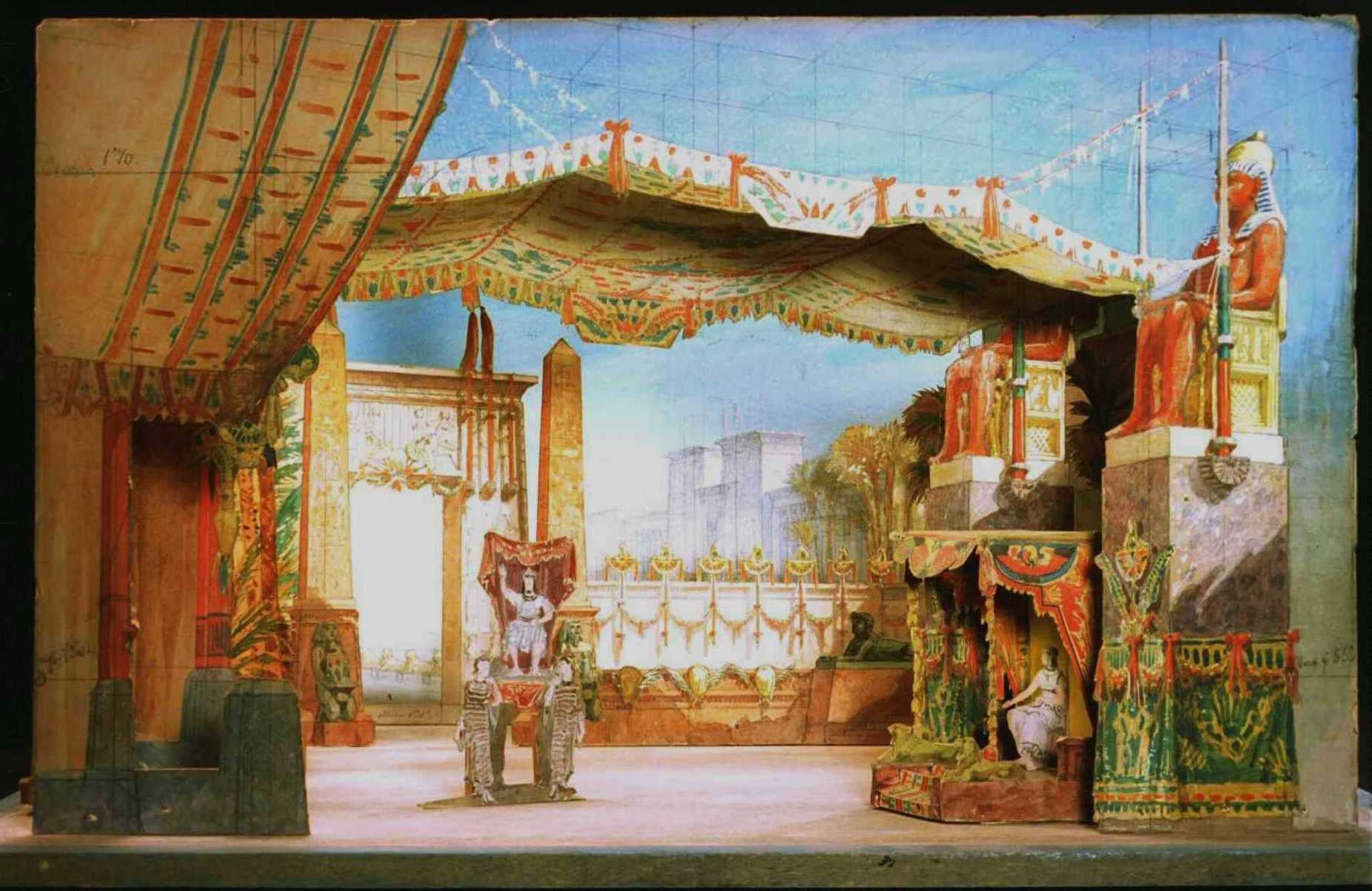
Teatrí per a l'òpera Aida de Giuseppe Verdi, representada al Teatre Principal de Barcelona el 16 abril 1876, conservat al fons escenogràfic del MAE

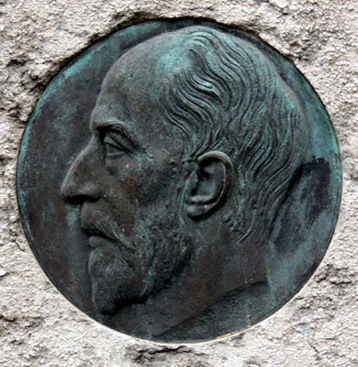
Medalló del monument en el seu honor que va fer Frederic Marès.

Francesc Soler i Rovirosa va néixer a Barcelona el 24 de juny de 1836 i va morir l'any 1900 a la seva ciutat natal. Fill petit de Sebastià Soler i Riba nascut a Ferrol i Petronella Rovirosa i Urgellés natural de Vilanova i la Geltrú. Era tiet de Juli Soler i Santaló, i de Sebastià Vidal i Soler.
Va dedicar la seva vida als teatres més importants de la ciutat i també va fer incursions a França, Amèrica Llatina i Estats Units.
Va estudiar dibuix a l'Escola de la Llotja i va aprendre l'ofici amb Josep Planella al Teatre Principal de Barcelona, amb Fèlix Cagé al Liceu, de Lluís Rigalt al Principal de Gràcia i de Marià Carreras al Teatre Odeon.
L'any 1862 decideix marxar a París. A la capital francesa treballa al taller de Charles-Antoine Cambon per l'Opera i pels teatres més prestigiosos de la ciutat. Tingué l'oportunitat de conèixer els grans mestres de l'escenografia: Cicéri, Despléchin, Diéterlé, Lavastre, Martin, Rubé, Séchan i Thierry entre d'altres. Durant els set anys de vida a París, Soler perfecciona la seva tècnica, assaja la perspectiva, s'endinsa en la subtilitat del color, aprèn el refinament ornamental i sobretot reprodueix de forma realista l'espai. Durant aquest període parisenc també feu algunes escenografies a Barcelona. Un exemple és Semiramide, l'any 1866 per al Teatre del Liceu i Macbeth per al Teatre Principal.
El 1867 pinta el repertori del Teatre de Nantes. L'any 1869 retorna definitivament a Barcelona. Lloga el taller del Teatre Circ Barcelonès i realitza decorats per a una passió al Liceu i comença a preparar Don Carlo. Va pintar sis decorats per a l'estrena, l'any 1870, de l'òpera Don Carlos de Verdi, al Gran Teatre del Liceu. També l'any 1870 es va refugiar a Sabadell, de la mà del seu amic Ramon Quer, quan a Barcelona s'havia declarat una epidèmia de febre groga. L'arribada de Soler a la capital del Vallès va ser un revulsiu per als artistes locals. Va decorar el Teatre Principal de Sabadell, el Teatre de Reus i el Teatre Principal de Saragossa. El 1873 marxa a Madrid, i el 1876 pinta els repertoris del Teatre de Reus i del Teatre Principal de Saragossa.
L'any 1875 la Junta d'Obres de la Basílica de Santa Maria del Mar li encarregà que diessenyès uns nous gegants, ell va presentar els dibuixos el mateix any, els va presentar com el Rei Salomó i la Reina de Saba, i van ser una realitat l'any 1877, on participaràren a la processó de Corpus d'aquell mateix any. Eren els més alts i "richs" segons es deia, i eren gairebé igual o més importants que els gegants de la Ciutat, que van haver de fer un canvi d'imatge anys després perquè quedàren més delluïts que els Gegants de Santa Maria del Mar. Aquestes figures van participar en diversos actes importants fins al 1932, i en l'actualitat tornen a ser una realitat, ja que la Colla Gegantera del Casc Antic de Barcelona, l'any 2002 recupera les figures, i any rere any, les fan a semblança del projecte de F.Soler i Rovirosa l'any 1875.
Va conèixer al coreògraf Ricard Moragas i va sorgir la col·laboració entre ambdós. Van fer diverses obres en òperes i balls, per a teatres d'Espanya, Puerto Rico i Cuba. Amb preferència es va dedicar al decorat per a obres wagnerianes.
El 1881 va esdevenir l'escenògraf titular del Teatre Líric del Passeig de Gràcia, i quatre anys més tard crearia el seu propi taller, esdevenint assessor per a l'Exposició Universal de 1888 de Barcelona.
La dècada dels 70 està caracteritzada per les comèdies de màgia, primer al Teatre Principal amb els títols: Los polvos de la madre celestina, La pata de cabra, La redoma encantada, Giroflé-Giroflà, La magia nueva o La almoneda del diablo, i després al Tívoli amb El rellotge del Montseny i De la Terra al sol. La varietat i espectacularitat dels espais escenogràfics característics de cada un dels títols d'aquest gènere teatral avui oblidat constituïen la clau del seu gran èxit popular i també del seu prestigi entre la burgesia catalana, que hi veia reflectides la seva riquesa, la seva capacitat tècnica i el seu caràcter emprenedor. Tor plegat va contribuir al reconeixement de Soler a tots els àmbits de la cultura i la societat catalanes.
Els anys 80 s'inicien amb el viatge de Soler a l'Havana, Mèxic i Nova York on munta Castels in Spain. De nou a Barcelona obrirà el seu taller al carrer Diputació que esdevindrà un punt de referència per a altres escenògrafs actius a Barcelona i nombrosos aprenents i deixebles. Continua realitzant decorats per a operetes i balls de gran espectacle per al Teatre Tívoli (Barcelona): La virgen del Pilar, Clorinda, Lohokeli i Parthénope. S'inicia també durant aquests anys la seva vinculació amb el Teatre Romea per a obres de repertori: Lo monjo negre o Judes de Keriot.
L'etapa dels 90 continua molt actiu i es reparteix entre les òperes del Teatre Líric (Alcestes, Orfeo), les grans produccions catalanes del Teatre Novetats, especialment al voltant del dramaturg Àngel Guimerà (La boja, La Sirena, En pólvora, Maria Rosa, Jesús de Natzaret, Les monges de Sant Aimant), les operetes fantasioses del Tívoli (Santa Freya, Surcouff, Miss Hellyett, Miss Robinson, El húsar), conferències i la seva activitat al Gran Teatre del Liceu amb les operes Falstaff, Sansone e Dalila, Don Carlo, Nerone, Andrea Chénier, La Valquiria, Tristan i Isolda i Ifigènia in Aulida. Soler farà per encàrrec del teatre un viatge a Alemanya per conèixer els darrers avenços tècnics en els escenaris a fi de millorar les obres catalanes.
Va renovar l'escenografia espanyola fins llavors italianitzant, cap al realisme. Va introduir la innovació d'apagar les llums de la sala durant les actuacions. L'any 1930 se li va rendir un homenatge amb la inauguració d'un monument a Barcelona realitzat per l'escultor Frederic Marès i Deulovol.
El seu fill, Alexandre Soler-Rovirosa i Marije (Barcelona, 1878 - 1918), va ser fonamentalment escenògraf, però també pintor, autor de llibrets de revistes i de l'obra Llibre d'hores perdudes.

## Obra

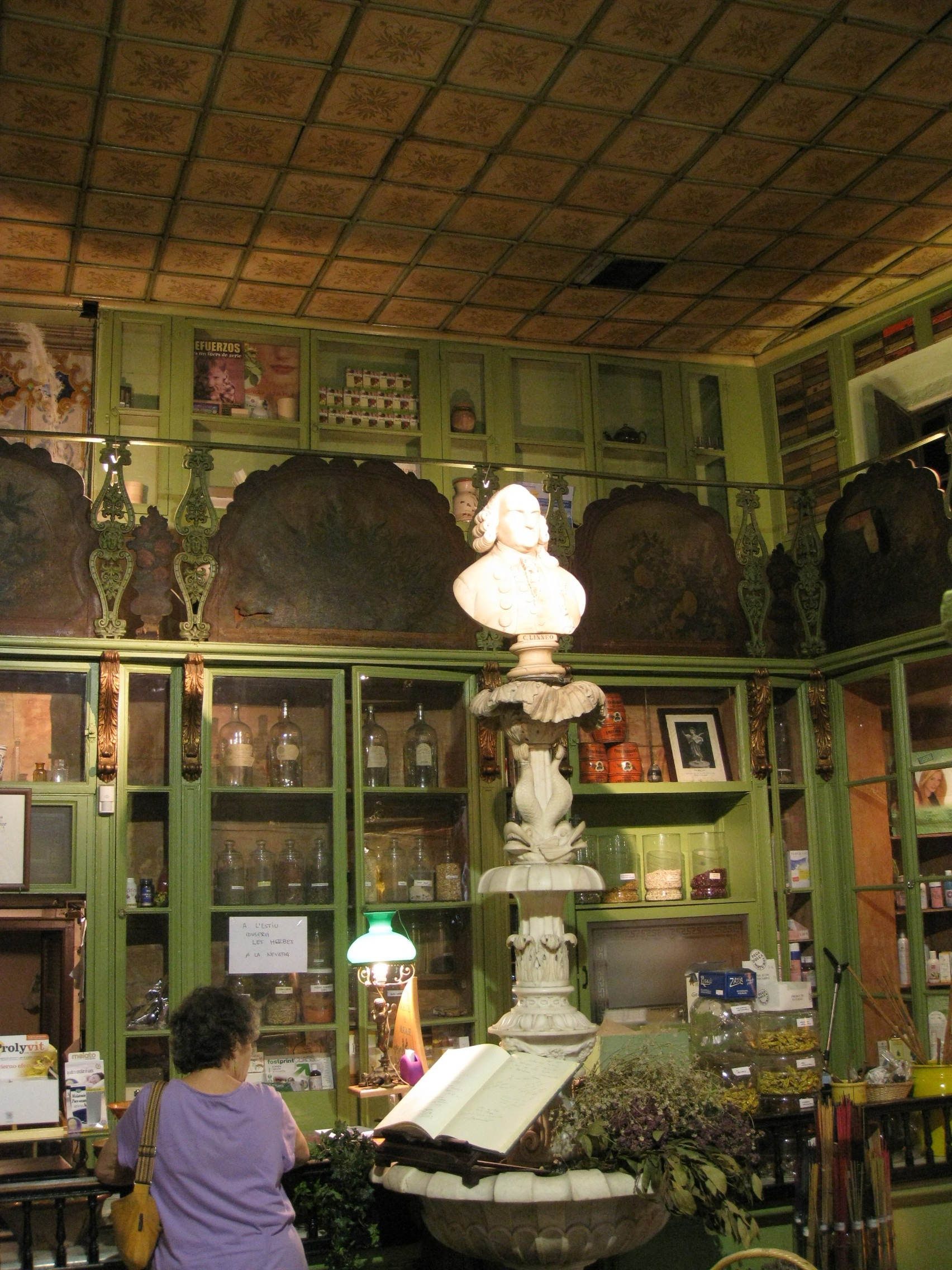
Decoració interior de l'Herboristeria del Rei, prop de la plaça Reial de Barcelona, obra de Francesc Soler i Rovirosa

- Col·lecció d'esbossos, figurins i teatrins al MAE Centre de Documentació i Museu de les Arts Escèniques de l'Institut del Teatre de Barcelona.
- Al Gran Teatre del Liceu de Barcelona guarden diversos treballs seus.
- Al Museu Nacional d'Art de Catalunya es conserven alguns estudis seus provinents de la col·lecció de Raimon Casellas.
- Al Museu Marítim de Barcelona hi ha la seva obra Vista del Port de Barcelona(2,18 X 7,30 metres).[7]
- Al Museu d'Art de Sabadell.[8]

## Fons
El seu fons va ingressar a l'Arxiu Històric de la Ciutat de Barcelona i a la Biblioteca de Catalunya al voltant de 1936, probablement durant la Guerra Civil. El fons de l'Arxiu aplega fotografies dels esdeveniments de la Commune de París de 1871 i dels revolucionaris que hi van participar. Les imatges mostren escenes d'un París incendiat i derruït. Són retrats, en format carte de visite, dels personatges que van formar part de la revolta. El fons també conté un àlbum amb retrats, en format carte de visite, de personatges dels Bailes de la Paloma. El fons de la Biblioteca de Catalunya inclou essencialment alguna documentació professional i documentació familiar, tant de l'escenògraf com de la família de la seva filla, casada amb el farmacèutic Pere Genové i Colomer. El Centre de Documentació i Museu de les Arts Escèniques també conserva col·leccions d'esbossos, figurins i teatrins del artista.